# Gaio, o Platônico
Gaio, o Platônico (século II), foi um filósofo grego ou romano e um representante do médio platonismo. Muito pouco se sabe sobre ele, exceto que ele foi o professor de Albino, que é conhecido por ter publicado um resumo agora perdido de nove volumes das palestras de Gaio sobre Platão. Ele lecionou platonismo na primeira metade do século, mas quase nada se sabe sobre suas opiniões filosóficas. Especula-se que o Sobre Platão e sua Doutrina, escrito por Apuleio, pode ter surgido das palestras de Gaio, mas esta afirmação é contestada. Também se pensou que o comentário anônimo sobre o Teeteto de Platão, que ainda existe parcialmente, pode ter vindo de sua escola. Porfírio menciona que suas obras foram lidas na escola de Plotino.